# Drasterius dorsalis
Drasterius dorsalis är en skalbaggsart. Drasterius dorsalis ingår i släktet Drasterius och familjen knäppare.

## Underarter
Arten delas in i följande underarter:
- D. d. dorsalis
- D. d. comis